# 第三方物流
第三方物流（英語：Third-Party logistics，3PL），也稱作委外物流（Logistics outsourcing）或是合約物流（Contract logistics），是指一個具實質性資產的企業公司對其他公司提供物流相關之服務，如運輸、倉儲、存貨管理、訂單管理、資訊整合及附加價值等服務，或與相關物流服務的業者合作，提供更完整服務的專業物流公司，如一般企業將配銷工作及其他副項工作如包裝、裝配等工作委外給專業的公司，進而使企業本身專注於核心事業上
第三方物流公司需具備下列幾點：
1. 與使用者之間備有正式的合約，期限至少一年
2. 強調雙方關係式，而非交易式。
3. 強調雙方的利益以及客製化的可行性。
4. 與客戶維持長期的關係。
5. 會主動尋求可能的政策和實務